# Luigi Astore
Luigi Astore (Nizza Monferrato, 25 novembre 1906 – Torino, 26 ottobre 1974) è stato un compositore e arrangiatore italiano.

## Biografia
Dopo essersi diplomato al Conservatorio Giuseppe Verdi di Torino entra all'Ente Italiano per le Audizioni Radiofoniche (EIAR) come arrangiatore e direttore d'orchestra; suona inoltre in alcune formazioni orchestrali.
Inoltre si dedica alla composizione di canzoni, collaborando spesso con Riccardo Morbelli, con cui scrive, tra le altre, la sua canzone più famosa, Ba ba baciami piccina, lanciata da Alberto Rabagliati nel 1940 e reinterpretata in seguito da moltissimi artisti, tra cui il Quartetto Cetra, Natalino Otto, Teddy Reno, Rosemary Clooney (tradotta in inglese come Botch a Me) e, nel 1967 Jula de Palma, nel suo album Whisky e Dixie).
Un altro suo successo scritto sempre con Morbelli (e con la collaborazione alla musica di Virgilio Fucile) è Casa natia, lanciata da Giovanni Vallarino.
Continua l'attività di compositore anche nel dopoguerra, collaborando con Luciana Medini (con cui scrive nel 1969 ...e vedrai, incisa da Angelica) e Renato Scala; nel 1968 scrive I Can't Pretend e Tango per Maria per Raf Cristiano.
Nel 1950 entra nel complesso del maestro Cinico Angelini denominato Angelini e otto strumenti
Sposato con Adele De Antoni, è sepolto al Cimitero Parco di Torino
Nel 2006 la sua canzone più famosa ha dato il titolo al film di Roberto Cimpanelli Baciami piccina.
Alla Siae risultano depositate a suo nome 22 canzoni